# Ranunculus sulphureus
Ranunculus sulphureus Sol. – gatunek rośliny z rodziny jaskrowatych (Ranunculaceae Juss.). Występuje naturalnie w północnej części Półwyspu Skandynawskiego, na Svalbardzie, Grenlandii, w północnej Kanadzie, na Alasce oraz w północnej części Rosji. 

## Morfologia
PokrójBylina o lekko owłosionych pędach. Dorasta do 3–20 cm wysokości.
LiścieSą mniej lub bardziej potrójnie klapowane. Mają kształt od okrągłego do eliptycznego. Mierzą 1–3 cm długości oraz 1–3 cm szerokości. Nasada liścia ma sercowaty kształt. Brzegi są karbowane. Wierzchołek jest zaokrąglony lub spiczasty.
KwiatySą pojedyncze. Pojawiają się na szczytach pędów. Mają 5 eliptycznych działek kielicha, które dorastają do 6–8 mm długości. Mają 5 lub 6 odwrotnie owalnych i żółtych płatków o długości 8–12 mm.
OwoceNagie niełupki o długości 2 mm. Tworzą owoc zbiorowy – wieloniełupkę o jajowatym lub cylindrycznym kształcie i dorastającą do 5–6 mm długości.

## Biologia i ekologia
Rośnie w tundrze, na morenach. Występuje na wysokości do 1100 m n.p.m. Kwitnie od czerwca do września. 